# Sonnleiten, Sokovo
Sonnleiten je naselje v Občini Sokovo v Okraju Trg na Koroškem v Avstriji.